# Rautenfarne
Die Rautenfarne (Botrychium), oft auch Mondrauten genannt, sind eine Pflanzengattung innerhalb der Familie der Natternzungengewächse (Ophioglossaceae).

## Beschreibung
Die Rautenfarn-Arten sind ausdauernde krautige Pflanzen. Sie verfügen über ein schwaches sekundäres Dickenwachstum, was sie von allen anderen rezenten Farnen unterscheidet.
Die manchmal lateral verzweigten Wurzeln sind gelblich bis schwarz, haben einen Durchmesser von 0,5 bis 2 Millimeter und sind glatt oder von Korkwarzen rau.
Ihre Blätter sind in einen sterilen und einen fertilen Teil gegliedert. Der sterile Abschnitt ist flächig, fiederspaltig oder zwei- bis vierfach gefiedert. Selten ist er dreiteilig. Er ist meist etwas fleischig. Die Adern verzweigen sich gabelig und enden frei.
Der fertile Teil des Blattes bildet einen rispigen Sporangienstand, an dem zwei Reihen von fast sitzenden, freien Sporangien stehen. Die Sporen sind gleichartig (isospor).
Das Prothallium wächst unterirdisch und hat eine knollige Form. Es lebt saprophytisch von Mykorrhiza-Pilzen.
Die Chromosomengrundzahl beträgt x = 44, 45 oder 92.

## Standorte
Die europäischen Arten gedeihen meist auf trockenem Grasland und in lichten Wäldern.

## Systematik und Verbreitung

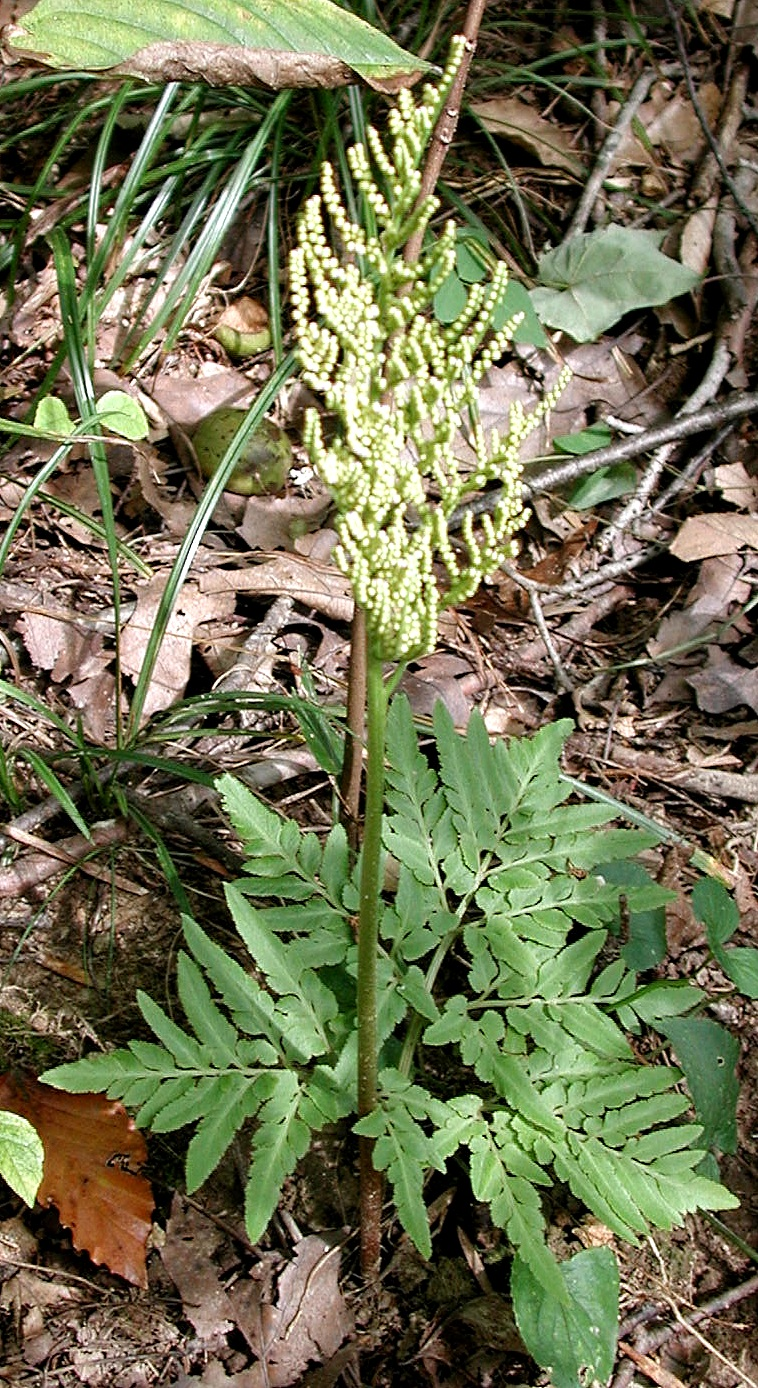
Botrychium dissectum

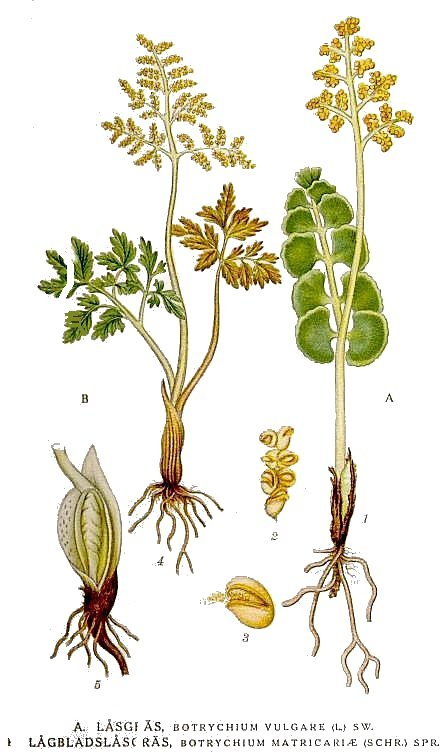
Illustration von A) Echte Mondraute (Botrychium lunaria) und B) Vielteiliger Rautenfarn (Botrychium multifidum)

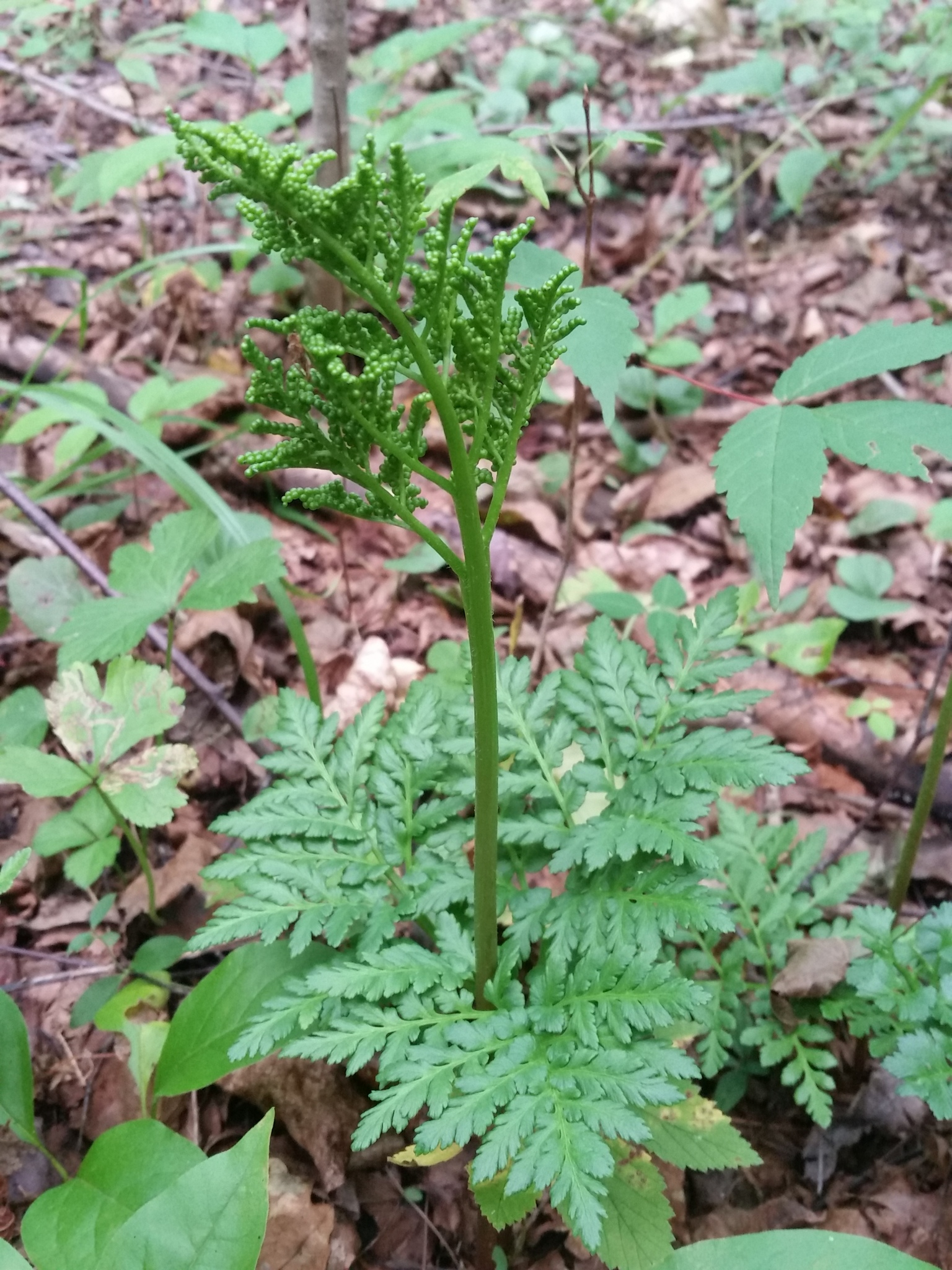
Botrychium robustum

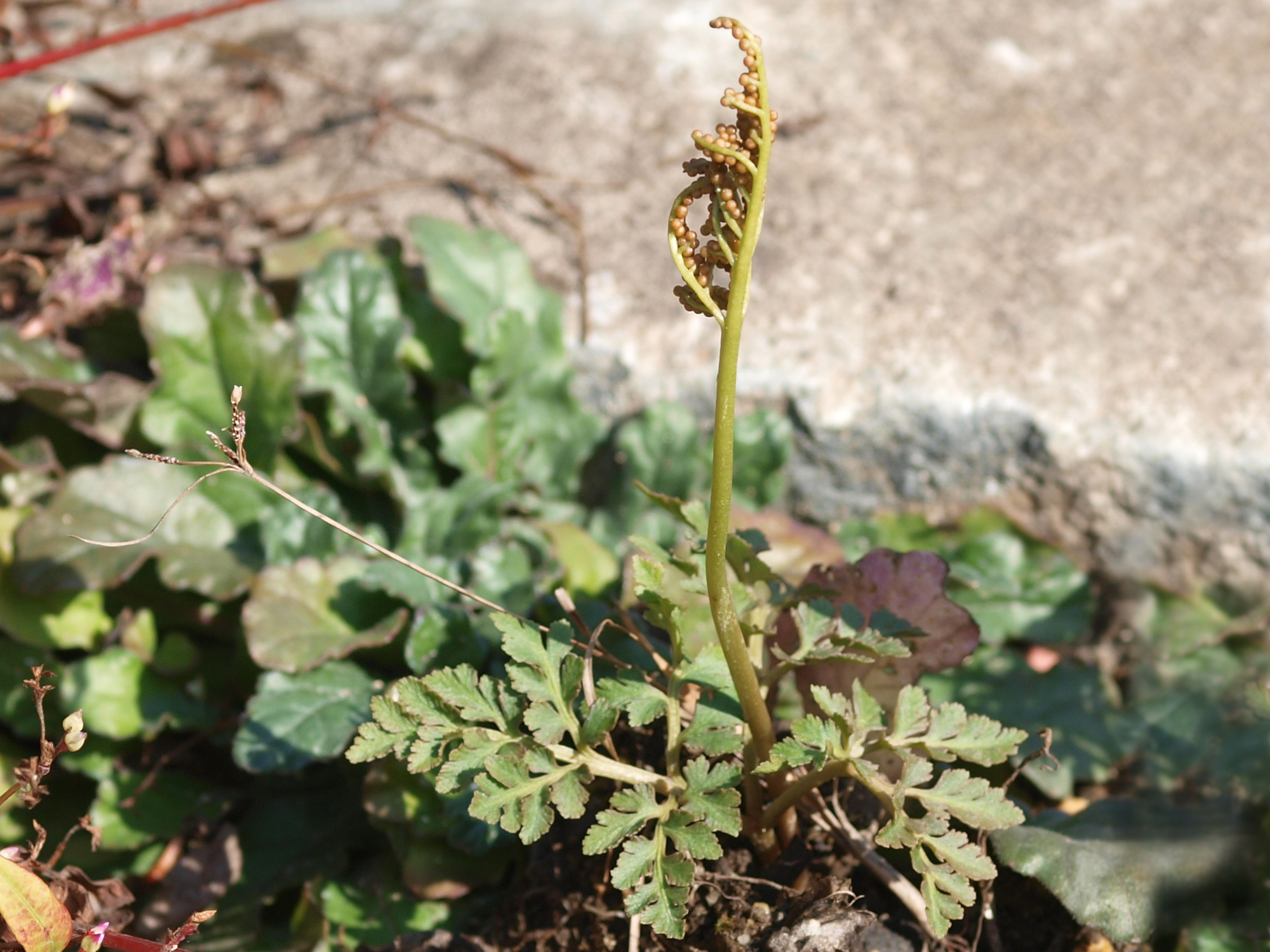
Botrychium rugulosum

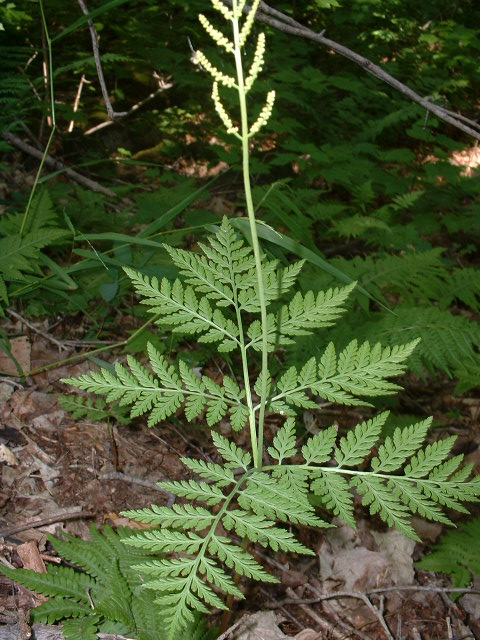
Virginischer Rautenfarn (Botrychium virginianum)

Die Gattung der Rautenfarne wird je nach Autor in mehrere Gattungen aufgesplittet, sodass dann neben Botrychium im engeren Sinne die Gattungen Sceptridium Lyon, Botrypus Rich. und Japanobotrychum Masam. stehen. Smith et al. belassen in ihrer Farn-Klassifikation die Gattung im größeren Umfang.
Die meisten Arten besitzen eine große Variationsbreite in ihren Merkmalen. Die Artenzahlen werden unterschiedlich angegeben: 45 bis 55 in der Exkursionsflora von Österreich, 50 bis 60 in der Flora of North America.
Die Rautenfarne sind fast weltweit verbreitet (subkosmopolitisch). Die größte Vielfalt besitzen sie in hohen geographischen Breiten und in großen Höhenlagen. Etwa 30 der 45 bis 60 Arten sind in Nordamerika heimisch.
In Europa sind folgende Arten heimisch, die vielfach stark gefährdet und regional teilweise ausgestorben sind:
- Botrychium boreale Milde: Sie kommt in Eurasien und in Grönland vor.[4] in Europa kommt sie in Estland, Finnland, Schweden, Norwegen, Russland, Island und auf Spitzbergen vor.[5]
- Lanzettlicher Rautenfarn (Botrychium lanceolatum (S.G.Gmel.) Ångstr.): Er ist auf der Nordhalbkugel im nördlichen Asien, Nordamerika sowie Grönland und in den europäischen Staaten Italien, der Schweiz, Österreich, Russland, Belarus, Estland, Lettland, Island, Finnland, Schweden sowie Norwegen verbreitet. In Frankreich und in Polen kam die Art früher vor.[5]
- Echte Mondraute (Botrychium lunaria (L.) Sw.)
- Ästiger Rautenfarn (Botrychium matricariifolium (Döll) A.Braun ex W.D.J.Koch)
- Vielteiliger Rautenfarn (Botrychium multifidum (S.G.Gmel.) Rupr., Syn.: Botrychium ternatum (Thunberg) Swartz)
- Einfacher Rautenfarn, Einfache Mondraute (Botrychium simplex E. Hitchc.)
- Virginischer Rautenfarn, Virginische Mondraute (Botrychium virginianum (L.) Sw.): Er ist in Eurasien, Nord- und Südamerika verbreitet.[6]

In Nordamerika und in Asien kommen weitere Arten vor (Auswahl):
- Botrychium daucifolium Wallich ex Hooker & Greville: Sie kommt in Indien, Bhutan, Nepal, Sri Lanka, Myanmar, Vietnam, China, Indonesien und auf den Philippinen vor.[7]
- Botrychium dissectum Sprengel: Sie kommt in Nordamerika und auf den Antillen vor.[4]
- Botrychium echo W. H. Wagner: Sie kommt in Arizona, Colorado und Utah in Höhenlagen von 2500 bis 3700 Metern vor.[4]
- Botrychium formosanum Tagawa: Sie kommt in China, Taiwan, Japan und im Himalaja vor.[7]
- Botrychium japonicum (Prantl) Underwood: Sie kommt in Japan, Korea und China vor.[7]
- Botrychium lanuginosum Wallich ex Hooker & Greville: Sie kommt von Indien und Sri Lanka bis China, Indochina, Neuguinea und den Philippinen vor.[7]
- Botrychium lunarioides (Michaux) Swartz: Sie kommt in Alabama, Arkansas, Florida, Georgia, Louisiana, Mississippi, North Carolina, South Carolina und in Texas vor.[4]
- Botrychium minganense Victorin: Sie ist in Alaska, Kanada und in den USA weitverbreitet.[4]
- Botrychium mormo W. H. Wagner: Sie kommt in Michigan, Minnesota und Wisconsin vor.[4]
- Botrychium nipponicum Makino: Sie kommt in Japan, Korea und Gunagxi vor.[7]
- Botrychium robustum (Ruprecht ex Milde) Underwood: Sie kommt in China, Japan, Korea und in Russland vor.[7]
- Botrychium rugulosum W.H. Wagner: Sie kommt im östlichen Kanada und in den nordöstlichen Vereinigten Staaten vor.[4]
- Botrychium strictum Underwood: Sie kommt in China, Japan und Korea vor.[7]

Die Rautenfarne sind fossil nicht bekannt.

## Etymologie
Der Gattungsname Botrychium leitet sich vom griechischen botrys für Traube ab und bezieht sich auf die Form des Sporangienstandes, der dem rispigen Fruchtstand der Weintrauben ähnelt. Der deutsche Trivialname Mondraute deutet auf den Glauben hin, dass es einen Zusammenhang zwischen der Blattform besonders der Echten Mondraute und den Mondphasen gibt. Der zweite Teil des Namens bezieht sich auf den rautenförmigen Umriss der Fiederblättchen.

## Belege
- Siegmund Seybold (Hrsg.): Schmeil-Fitschen interaktiv. CD-ROM, Version 1.1. Quelle & Meyer, Wiebelsheim 2002, ISBN 3-494-01327-6.
- Warren H. Wagner Jr., Florence S. Wagner: Botrychium. In: Flora of North America Editorial Committee (Hrsg.): Flora of North America North of Mexico. Volume 2: Pteridophytes and Gymnosperms. Oxford University Press, New York / Oxford u. a. 1993, ISBN 0-19-508242-7, S. 86–101 (englisch, eingeschränkte Vorschau in der Google-Buchsuche)., online (englisch).